# Bjergknopurt
Bjergknopurt (Centaurea montana) er en 30 til 70 cm høj flerårig urt i knopurt-slægten (Centaurea). Den er udbredt og almindelig i Europas sydlige bjerge, men sjældnere i nord. Den er almindelig i haver på de Britiske Øer, i Skandinavien og Nordamerika.
| Botanik | Spire Denne botanikartikel er en spire som bør udbygges. Du er velkommen til at hjælpe Wikipedia ved at udvide den. |